# Karl Bertsch (Grafiker)
Karl Bertsch (geb. 12. Oktober 1895 in Steyrermühl, Österreich; gest. 24. August 1974 in Heidelberg) war ein hauptsächlich in Mannheim und Heidelberg tätiger deutscher Grafiker und Zeichner.

## Werdegang
Sein Vater war kaufmännischer Direktor einer Papierfabrik. Er hatte zwei Geschwister. Bertsch studierte Grafik und Malerei in Stuttgart. Zunächst war er für die Graphische Druckanstalt Paul Isidor Landmann in Mannheim tätig, für die er Verpackungen, Banderolen und andere Werbeprodukte für die Tabakindustrie entwirft. Nach dem Krieg entwirft er Werbeanzeigen, Verpackungen und Logos. Bekannt sind seine Plakate für die Kunsthalle Mannheim, u. a. für die Ausstellung „Die Neue Sachlichkeit“ (Deutsche Malerei seit dem Expressionismus) von 1925, die im Jahr 2024 neu aufgelegt wurde. Die Kunsthalle widmete ihm 2025 eine eigene Ausstellung. Er war Mitglied der Arbeitsgemeinschaft der Künstlergruppe 1925.
Bertsch begann seine zeichnerische Karriere bereits im Gymnasium mit Porträts seiner Lehrer, war später auch mit politischen Karikaturen tätig und illustrierte unter anderem 1948 die Witzesammlung mit Witzen des Dritten Reichs „Geflüstertes. Die Hitlerei im Volksmund“. Während der Kriegsjahre und danach lebte er offenbar ausgebombt in seiner alten Heimat in Österreich.